# Gyponana fructa
Gyponana fructa är en insektsart som beskrevs av Delong och Freytag 1964. Gyponana fructa ingår i släktet Gyponana och familjen dvärgstritar. Inga underarter finns listade i Catalogue of Life.